# Dormitorio
Il dormitòrio (per derivazione etimologica, il luogo adibito a dormire) è una grande stanza con numerosi posti letto, facente parte di un edificio comunitario come un collegio, ospizio ecc.; il termine può indicare anche la parte dell'edificio contenente stanze da letto separate.
Ad esempio i monasteri erano tipicamente composti da aree dove erano collocate le celle nelle quali i monaci dormivano e talvolta, tramite solo un buco, ricevevano il cibo.
Il termine dormitorio pubblico è utilizzato per definire gli edifici messi a disposizione da enti assistenziali per offrire posti letto provvisori per persone non abbienti che ne hanno necessità.

## Quartiere dormitorio
Un quartiere dormitorio o città dormitorio è un insediamento posizionato alla periferia di una grande città, composto da un fitto agglomerato di edifici abitativi urbani, povero di servizi e spazi verdi e abitato principalmente da persone che di giorno lavorano in altre zone della città e rientrano a casa solo la sera per dormire.

## Tipi di luoghi che possono avere dormitori
| Luogo                                        | Descrizione | Immagine |
| -------------------------------------------- | --- | --- |
| Abbazie                                      | L'abbazia (detta anche abazia o badia) è un particolare tipo di monastero che per il diritto canonico è un ente autonomo. | |
| Aziende                                      | Mentre la pratica di alloggiare i dipendenti in dormitori di proprietà dell'azienda è diminuita, diverse aziende continuano questa pratica negli Stati Uniti e in altri paesi. I membri del cast del Disney College Program presso il Walt Disney World Resort hanno l'opportunità di incontrare e vivere con altri membri del cast all'interno dei loro complessi residenziali a Lake Buena Vista, in Florida. | Dormitorio della Shanghai Meishan Company di Nanjing in Cina |
| Carceri                                      | Anche le unità abitative nelle carceri che ospitano più di uno o due detenuti normalmente detenuti nelle celle sono chiamate "dormitori". La disposizione degli alloggi può variare notevolmente. In alcuni casi, i dormitori nelle carceri a bassa sicurezza possono quasi assomigliare alle loro controparti accademiche, con l'ovvia differenza di essere chiusi a chiave di notte, essere amministrati da carcerieri e soggetti a regole istituzionali più rigide e meno servizi. In altre istituzioni, i dormitori possono essere grandi stanze, spesso convertite da altri scopi come le palestre in risposta al sovraffollamento, in cui centinaia di prigionieri hanno cuccette e armadietti. | Letti a castello di metallo nel dormitorio della prigione di massima sicurezza di Robben Island |
| Caserme                                      | Nella maggior parte delle installazioni militari statunitensi, i dormitori hanno sostituito le baracche. Gran parte delle nuove costruzioni include bagni privati. Le tradizionali docce comuni, in genere una per piano, sono considerate scadenti e vengono gradualmente eliminate. | Accademia militare Wiener Neustadt, dormitorio, 1904 |
| College                                      | Molti college offrono stanze singole o multiple per i propri studenti, di solito a pagamento. Questi edifici sono costituiti da molte di queste stanze, come un condominio. Spesso negli Stati Uniti, i dormitori sono talvolta separate per sesso. Molti college e università non usano più la parola "dormitorio" e il personale ora utilizza invece il termine residence. | Connaught Hall, una residenza dell'Università di Londra. |
| Collegi (Boarding school dormitories)        | I collegi generalmente hanno dormitori come residenze per i bambini di età compresa tra i 4 ei 9 anni. Nei classici collegi britannici questi hanno tipicamente letti a castello. Il Dipartimento per l'infanzia, le scuole e le famiglie, in collaborazione con il Dipartimento della salute del Regno Unito, ha prescritto linee guida per i dormitori nei collegi. Questi regolamenti rientrano in quelli che vengono chiamati National Boarding Standards. | Dormitorio e studenti della Scuola Armidale nel 1898, New South Wales |
| Conventi                                     | Un convento è un complesso residenziale tipico dell'organizzazione comunitaria della vita consacrata nella cristianità latina, soprattutto cattolica: in particolare, il convento è il luogo che ospita una comunità di un ordine mendicante. | Convento della Visitazione, Sezione B, Spring Hill Avenue, anni '30 |
| Navi                                         | Una nave dormitorio è una nave che fornisce come sua funzione primaria un alloggio galleggiante. Può essere idoneo alla navigazione o meno. | SS Stevens, precedentemente un trasporto d'attacco di classe Windsor della Marina degli Stati Uniti, che funge da nave dormitorio presso lo Stevens Institute of Technology, Eighth Street Pier, Hoboken, New Jersey, 1970 |
| Ospedali                                     | L'ospedale (dal latino hospitale; hospitalia erano chiamate le stanze destinate agli ospiti), altresì detto nosocomio (dal greco νόσος, nósos, "malattia" e κομεῖν, komeîn, "curare"), è un'istituzione per l'assistenza sanitaria, il ricovero e la cura dei pazienti. | Dormitorio maschile al Cleveland State Hospital di Cleveland, Ohio, negli Stati Uniti nel 1916. |
| Ostelli                                      | L'ostello è una struttura ricettiva simile ad un albergo, ma ha la particolarità che solitamente gli spazi vengono condivisi con altri ospiti. Nella sua forma moderna nasce nel 1909 per consentire anche ai giovani meno abbienti di praticare il turismo. | Dormitorio in un ostello a Taiwan |
| Scuole                                       | Alcune scuole superiori hanno dormitori annessi. | Dormitorio di una scuola superiore a Sabah, in Malesia |
| Seminari                                     | Il seminario è l'istituzione della Chiesa cattolica dedicata alla formazione dei candidati al presbiterato. Gli studenti del seminario sono chiamati seminaristi. | Un dormitorio del seminario a Vagharshapat, provincia di Armavir, Armenia |
| Strutture per senzatetto e persone bisognose | Una group home è un modello di residenza di assistenza medica per le persone con bisogni sanitari complessi. Tradizionalmente, il modello è stato utilizzato per bambini o giovani che non possono vivere con le proprie famiglie o permettersi una casa propria, persone con disabilità croniche che possono essere adulti o anziani, o persone con demenza e malattie legate all'età. In genere, non ci sono più di sei residenti e c'è almeno un badante addestrato lì 24 ore al giorno. In Italia sono presenti le case-famiglia che svolgono funzioni simili. | Rifugio per senzatetto, 2013 |